# 니시키노미하타

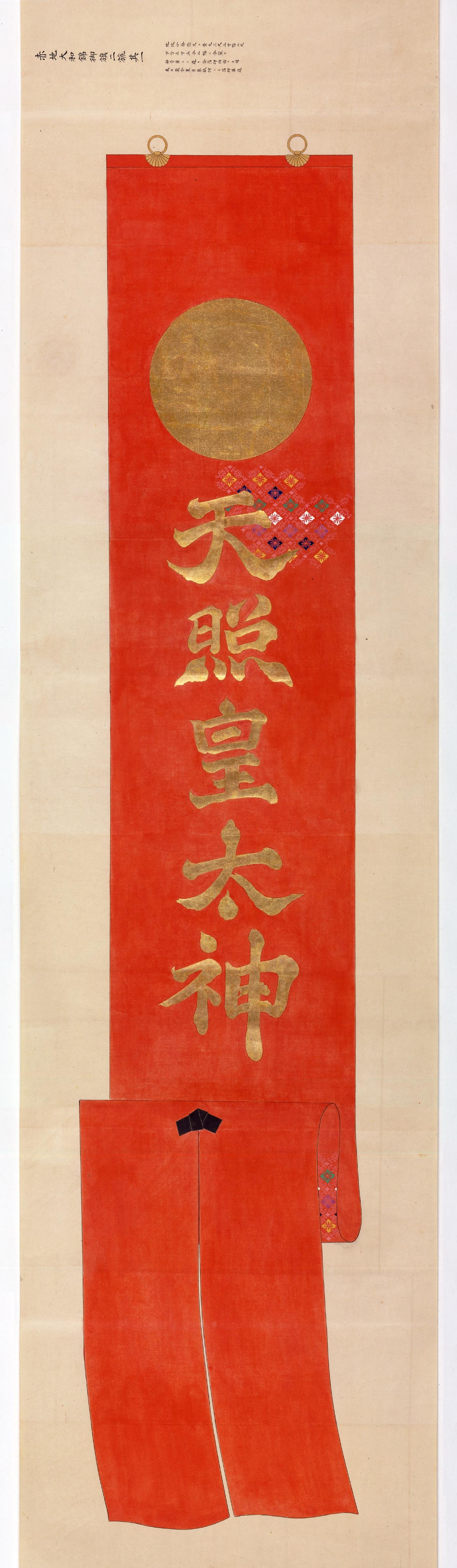

니시키노미하타(일본어: 錦の御旗 니시키노미하타[*])는 중세 일본에서 천황의 군(軍)인 관군의 기다. 약칭 금기(일본어: 錦旗 긴키[*]), 별칭 국장기(菊章旗), 일월기(日月旗)라고 했다. 붉은 금(錦)을 바탕 삼아 금색의 일상(日像) 또는 은색의 월상(月像)을 수놓거나 그려넣었다. 일지어기와 월지어기는 2개가 한 쌍을 이룬다. 조적(朝敵) 토벌의 증표로서 천황이 관군 대장에게 내리는 관습이 있었다. 조큐의 난때 후 토바 상황이 휘하 장수들에게 금기를 준 것이 일본 역사상 첫 등장 사례다.
일본에서 관군의 대장을 나타내는 기는 처음부터 정해진 형태가 있었던 것은 아니다. 미나모토노 요리토모의 오슈 합전 때는 “이세 대신궁”, “하치만 대보살”이라는 신호(神号)와 비둘기 도안이 들어간 기를 사용했고(『아즈마 카가미』), 후 다이고 천황이 카사기산에서 농성할 때는 일륜(日輪)과 월륜(月輪)이 들어간 기가(『태평기』), 무로마치 막부 초기에는 “이세 대신궁”, “하치만 대보살” 신호와 일륜 도안이 들어간 것이 사용되었다(『매송론』)고 전한다. 후기 무로마치 막부에서는 일륜과 “아마테라스 황태신”이 들어간 금의 어기와 아시카가씨의 가문(家紋)인 이양인(二両引)과 “하치만 대보살”을 넣은 무가어기(막부기) 2종류를 사용했다.
금의 어기를 사용하기 위해서는 천황의 치벌윤지를 받아야 하는데, 어기의 실물은 윤지를 받은 사람(이 경우 무로마치 막부)가 직접 준비했다. 하여 금의 어기의 크기나 깃대 길이 등은 무가어기와 함께 무가의 고실(故実)에 속했다. 또한 금의 어기를 들 수 있는 대장은 아시카가씨 정이대장군 일족, 무가어기를 들 수 있는 대장은 아시카가씨 일문(一門)으로 한정되었다.
한참 뒤인 무진전쟁 때 금기가 다시 등장했다. 1868년(게이오 4년) 정월 도바 후시미 전투 때 사츠마번 본영이었던 동사(東寺)에 금기가 게양된 것이다. 이 금기는 게이오 3년 음력 10월 6일 사츠마번의 오쿠보 도시미치와 조슈번의 시나가와 야지로가 오타기군 이와쿠라촌에 소재한 나카미카도 츠네유키의 별장에서 이와쿠라 토모미에게 위촉받은 것이다. 이와쿠라의 심복 타마마츠 미사오가 디자인한 도안을 바탕으로 하여, 오쿠보가 교토시내의 자기 첩 오유우(おゆう)에게 시켜 니시진에서 직조하게 한 야마토금(大和錦)과 홍백 단자(緞子)를 조달하여 교토의 사츠마 번저에서 절반을 제조했고, 나머지 절반은 시나가와가 재료를 조슈에 가지고 돌아가 제조해서 완성했다.
그 후 도바 후시미 전투가 시작되자 조정은 정토대장군 아키히토 친왕에게 금기와 절도(節刀)를 내렸다. 신정부가 관군이라는 증표였던 금기의 존재는 신정부군의 사기를 크게 고무시켰으며, 자동적으로 구막부측은 조적으로 규정되어 매우 큰 타격을 받았다. 당시 토사번사로서 전투에 참가했던 다나카 미쓰아키는 금기만 보면 전선의 막부병들이 “이러다가 조적이 되어버린다”며 파랗게 질려 퇴각하는 장면을 목격했다.
무진전쟁에 사용된 금기를 비롯한 군기들은 메이지 유신 이후 육군성 유취관(야스쿠니 신사)와 궁내성 도서료에 보존되었다. 1888년(메이지 21년) 일본 정부의 의뢰로 조슈번 출신 화가 우키타 카세이가 17종 34장의 화첩으로 제작해 『무진소용금기 및 군기진도』(戊辰所用錦旗及軍旗真図) 4권으로 정리했다.